# Nezávislost / Demokracie
Nezávislost / Demokracie byla euroskeptická politická skupina působící v Evropském parlamentu v období 2004 - 2009.
Skupina měla na konci funkčního období 22 poslanců (na začátku funkčního období bylo 37) z devíti zemí (Česko, Dánsko, Francie, Německo, Řecko, Nizozemsko, Irsko, Polsko, Švédsko, Spojené království), včetně tří Poláků. Počet členů skupiny, včetně snížené po odchodu sedmi z 10 poslanců zvolených ze seznamu Ligy polských rodin.

## Aktivity
- Usiluje o decentralizaci.
- Povinné zveřejňování lobbyingu.
- Větší kontrola nad Komisí.
- Proti Lisabonské smlouvě.

## Zakladatelé skupiny
Po volbách do Evropského parlamentu v roce 2004 přibyli noví členové:
- Junilistan (Švédsko)
- Liga polských rodin (Polsko)
- Combats Souverainistes(Francie)

Potom se přidali členové rozpadající se skupiny europarlamentní skupiny Evropa demokracií a odlišností a dne 20. července 2004 vytvořili novou skupinu s názvem Nezávislost / Demokracie.

## Členství

### Členství ve skupině 11. června 2009

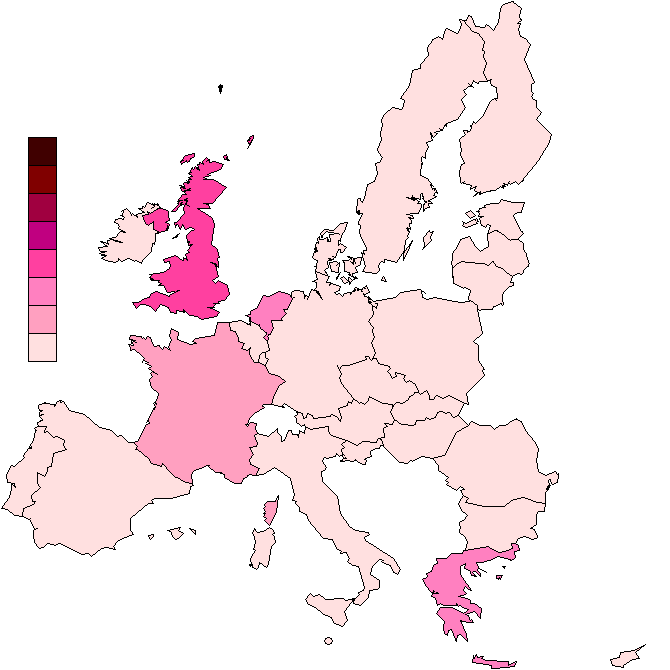
IND / DEM procento zvolených poslanců podle jednotlivých členských států 11.6.2009
0%
1% to 5%
5% to 10%
10% to 20%
20% to 30%
30% to 40%
40% to 50%
50% plus

Po volbách do Evropského parlamentu měla skupina pouze 18 členů, což je málo na provoz skupiny.
| Členský stát       | Strana             | Počet mandátů |
| ------------------ | ------------------ | ------------- |
| Spojené království | UKIP               | 13            |
| Francie            | Libertas France    | 1             |
| Nizozemsko         | ChristenUnie - SGP | 2             |
| Řecko              | LA.O.S.            | 2             |

### Členství ve skupině 24. června 2008
| Členský stát       | Strana              |
| ------------------ | ------------------- |
| Spojené království | UKIP                |
| Dánsko             | JuniBevægelsen      |
| Francie            | Hnutí pro Francii   |
| Nizozemsko         | ChristenUnie - SGP  |
| Řecko              | LA.O.S.             |
| Švédsko            | Junilistan          |
| Česko              | Nezávislí           |
| Polsko             | Liga polských rodin |

### Členství ve skupině 20. až 23. července 2004
| Členský stát       | Evropští poslanci | Strana              | Evropští poslanci | Poznámky |
| ------------------ | ----------------- | ------------------- | ----------------- | --- |
| Irsko              | 1                 | Nezávislý kandidát  | 1                 | - Kathy Sinnott |
| Spojené království | 11                | UKIP                | 11                | - Robert Kilroy-Silk - Nigel Farage - Gerard Batten - Godfrey Bloom - Graham Booth - Derek Roland Clark - Roger Knapman - Michael Henry Nattrass - Jeffrey Titford - John Whittaker - Tom Wise         |
| Dánsko             | 1                 | JuniBevægelsen      | 1                 | - Jens-Peter Bonde |
| Francie            | 3                 | Hnutí pro Francii   | 3                 | - Paul-Marie Coûteaux - Patrick Louis - Philippe de Villiers |

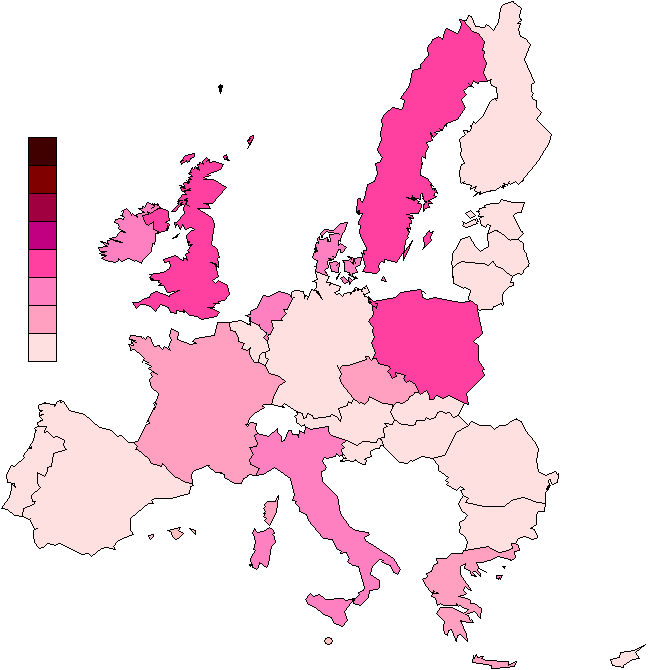
IND / DEM procento zvolených poslanců pro jednotlivé členské státy 20. až 23. července 2004.
0%
1% to 5%
5% to 10%
10% to 20%
20% to 30%
30% to 40%
40% to 50%
50% plus

| Itálie             | 4                 | Lega Nord           | 4                 | - Mario Borghezio (připojil 21. července) - Umberto Bossi (připojil 21. července) - Matteo Salvini (připojil 21. července) - Francesco Enrico Speroni (připojil 21. července)                          |
| Nizozemsko         | 2                 | ChristenUnie – SGP  | 2                 | - Johannes Blokland - Bastiaan Belder |
| Řecko              | 1                 | LA.O.S.             | 1                 | - Georgios Georgiou |
| Švédsko            | 3                 | Junilistan          | 3                 | - Hélène Goudin - Nils Lundgren - Lars Magnus Wohlin |
| Česko              | 1                 | Nezávislí           | 1                 | - Vladimír Železný |
| Polsko             | 10                | Liga polských rodin | 10                | - Wojciech Wierzejski - Urszula Krupa - Witold Tomczak - Filip Adwent - Sylwester Chruszcz - Maciej Giertych - Dariusz Maciej Grabowski - Mirosław Mariusz Piotrowski - Bogdan Pęk - Bogusław Rogalski |